# Георгије Митрофановић
Георгије Митрофановић (1550 — 1630) био је српски православни монах у манастиру Хилендару на Светој Гори и српски познати– најугледнији сликар тога времена.
Његови најбољи радови су фреске у манастиру  Морачи, и у Крупској манастирској цркви. Митрофановић, је био монах који је радио унутар радионице Хиландарског манастира, на Светој Гори, пре доласка у Црну Гору, где је радио на фрескама у манастиру Морачи.
Патријарх српски Пајсије I иницирао је обнављање старих (13. и 14. век) цркава Пећке патријаршије 1620.године. Све куполе цркава су покривене оловом. Црква Светог Димитрија је практично обновљена, а скоро половину фрески је обновио и осликао Митрофановић, дајући им нови сјај. Фреске у цркви се налазе у олтару и на простору између куполе. Задржане су старе теме уз  поштовање претходних композиционих решења.
О животу Георгија Митрофановића има врло мало података. Његово име се наводи у литератури као Георгије или Ђорђе Митрофановић.